# Niekończąca się miłość
Niekończąca się miłość (ang. Endless Love) – amerykański melodramat z 1981 roku w reżyserii Franco Zeffirellego, zrealizowany na podstawie powieści Scotta Spencera. Zdjęcia kręcono w Chicago i Nowym Jorku.

## Fabuła
17-letni David, uczeń szkoły średniej i 15-letnia Jade są w sobie zakochani. Jej rodzice nie akceptują tego związku i robią wszystko, by ich rozdzielić. Zdesperowany David podpala dom Jade.

## Obsada
- Brooke Shields – Jade Butterfield
- Martin Hewitt – David Axelrod
- Shirley Knight – Ann Butterfield
- Don Murray – Hugh Butterfield
- Richard Kiley – Arthur Axelrod
- Beatrice Straight – Rose Axelrod
- James Spader – Keith Butterfield
- Ian Ziering – Sammy Butterfield
- Robert Moore - dr Miller
- Penelope Milford – Ingrid Orchester

## Nagrody i nominacje
Oscary za rok 1981
- Najlepsza piosenka - Endless Love - muz. i sł. Lionel Richie (nominacja)

Złote Globy 1981
- Najlepsza piosenka - Endless Love - muz. i sł. Lionel Richie (nominacja)

Złota Malina 1981
- Najgorszy film – Dyson Lovell (nominacja)
- Najgorsza reżyseria – Franco Zeffirelli (nominacja)
- Najgorszy scenariusz – Judith Rascoe (nominacja)
- Najgorsza aktorka – Brooke Shields
- Najgorsza aktorka drugoplanowa – Shirley Knight (nominacja)
- Najgorszy debiut aktorski – Martin Hewitt (nominacja)